# Gris ceniza
Ceniza o gris ceniza es un color claro y neutro (acromático) que se basa en el aspecto característico de la ceniza, residuo pulverulento que resulta de las combustiones completas.
El color ceniza estándar, que sirve como modelo y referente de esta coloración, está normalizado y aparece en catálogos e inventarios de colores; una muestra de este puede verse en el recuadro de la derecha, arriba. Las coloraciones similares a la estándar (no necesariamente neutras) se incluyen en la denominación de color «ceniza» y se denominan cenicientas, cenizas, cenizosas, cinerarias, cinericias o cinéreas.
Inespecíficamente, también se llama ceniza a los grises claros y acromáticos en general.
Ceniza es también un género cromatológico que incluye a los colores ceniza, azul ceniza, rojo ceniza, negro ceniza y verde ceniza.
| HTML       | #CAC4C3         | #D7DCD9           |
| CMYK       | (0, 5, 5, 25)   | (5, 0, 5, 15)     |
| RGB        | (202, 196, 195) | (215, 220, 217)   |
| HSV        | (9°, 3 %, 79 %) | (144°, 2 %, 86 %) |
| Referencia | [ 2 ]           | [ 2 ]             |